# Alburnus derjugini
Espèce
Synonymes
- Alburnus chalcoides aralensis Berg, 1923[2]
- Alburnus chalcoides carinatus Battalgil, 1941[2]
- Alburnus chalcoides derjugini Berg, 1923[3] [2]
- Alburnus chalcoides mentoides longicephala Tseeb, 1930[2]
- Alburnus chalcoides nicaeensis Battalgil, 1941[2]
- Alburnus chalcoides sapancae Battalgil, 1941[2]
- Alburnus chalcoides (Güldenstädt, 1772)[2]
- Alburnus latissimus Kamensky, 1901[2]
- Alburnus longissimus Warpachowski, 1892[2]
- Aspius heckelii Fitzinger, 1832[2]
- Aspius mento Perty, 1832[2]

Statut de conservation UICN

 LC  : Préoccupation mineure
Alburnus derjugini (en anglais Georgian shemaya) est un poisson d'eau douce de la famille des Cyprinidae.

## Répartition
Alburnus derjugini se rencontre dans les cours d'eau du bassin de la mer Noire, du Tchorokhi jusqu'au Sakarya.

## Description
La taille maximale connue pour Alburnus derjugini est de 108 mm.

## Publication originale
- Berg, 1923 : Freshwater fishes of Russia - Deuxième édition.